# Petr Knop
Pour les articles homonymes, voir Knop.
Petr Knop, né le 12 mai 1994 à Jablonec nad Nisou, est un fondeur tchèque.

## Biographie
Membre du club de sa ville natale Jablonec nad Nisou, il dispute sa première compétition internationale en 2010 lors d'une manche de la Coupe slave. Dans cette compétition, il gagne sa première course en 2013, après une première participation aux Championnats du monde junior, où il a obtenu une onzième place, notamment sur le skiathlon. Un an plus tard, il se classe cinquième dans la même épreuve à Val di Fiemme.
Après des débuts en Coupe du monde, lors du Nordic Opening en fin d'année 2014, il prend part aux Championnats du monde dès l'édition 2015, et obtient son meilleur résultat individuel dans les mondiaux en 2017 à Lahti sur le cinquante kilomètres (33e). Il marque son premier point dans la Coupe du monde en janvier 2018, sur le Tour de ski avec une 30e place sur le quinze kilomètres classique à Val di Fiemme.
En 2018, il est sélectionné pour les Jeux olympiques de Pyeongchang, enregistrant son meilleur résultat individuel sur le quinze kilomètres libre (24e), et fait partie du relais (10e).

## Palmarès

### Jeux olympiques
| Épreuve / Édition | Épreuve / Édition | Pyeongchang 2018 |
| 15 km libre       | 15 km libre       | 24e              |
| Skiathlon         | Skiathlon         | 38e              |
| 50 km classique   | 50 km classique   | 55e              |
| Relais 4 × 10 km  | Relais 4 × 10 km  | 10e              |

### Championnats du monde
| Épreuve / Édition | Épreuve / Édition | Falun 2015                       | Lahti 2017                       | Liberec 2019                     | Oberstdorf 2021                  |
| Skiathlon         | Skiathlon         | 46e                              | 43e                              | 53e                              | 37e                              |
| 15 km libre       | 15 km libre       | -                                | Épreuve inexistante à cette date | Épreuve inexistante à cette date | 43e                              |
| 15 km classique   | 15 km classique   | Épreuve inexistante à cette date | 38e                              | 66e                              | Épreuve inexistante à cette date |
| 50 km libre       | 50 km libre       | Épreuve inexistante à cette date | 33e                              | 48e                              | Épreuve inexistante à cette date |
| 50 km classique   | 50 km classique   | -                                | Épreuve inexistante à cette date | Épreuve inexistante à cette date | 41e                              |
| Relais 4 × 10 km  | Relais 4 × 10 km  | 9e                               | 11e                              | 11e                              | 11e                              |

### Coupe du monde
- Meilleur classement général : 130e en 2020.
- Meilleur résultat individuel : 30e.

#### Classements en Coupe du monde
| Année     | Classement général final | Classement distance | Classement sprint |
| 2017-2018 | 153e                     | 101e                | -                 |
| 2019-2020 | 130e                     | 92e                 | -                 |
| 2020-2021 | 137e                     | -                   | -                 |